# Přírodní park Poluška
Přírodní park Poluška byl vyhlášen Okresním úřadem Český Krumlov dne 23. srpna 1999 a potvrzen Radou Jihočeského kraje dne 6. dubna 2004. Posláním přírodního parku Poluška je ochrana krajinného rázu horského hřbetu mezi Vltavou a Malší. Přírodní a estetická hodnota zdejší krajiny je tvořena takřka nedotčeným lesním ekosystémem, lučními ekosystémy, mezemi a remízky, porosty dřevin a dochovanou tradiční architekturou obytných a hospodářských stavení, vísek a samot.

## Území
Má rozlohu 21,53 km² a nachází se v okrese Český Krumlov na katastrálních územích Přídolí, Malčice-Osek, Zahrádka, Zahrádka u Omlenic, Omlenice, Střítež u Kaplice a Věžovatá Pláně.
Jeho jihozápadní hranici tvoří silnice III. třídy č. 1572 mezi Přídolím a Omleničkou. Z Omleničky se pak hranice stáčí k severu do Rejt u Stříteže souběžně se železniční tratí České Budějovice – Summerau ve vzdálenosti zhruba 1 km od ní. Dále pokračuje západním směrem přes Střítež, Dolní Pláni, Věžovatou Pláni, Sedlici až k Přídolí.

## Horopis
Území Přírodního parku Poluška náleží do geomorfologického podokrsku Rožmitálská vrchovina v Šumavském podhůří s nejvyššími vrcholy Poluška (920 m n. m.), Kraví hora (910 m n. m.) a Hůra (799 m n. m.).

## Geologie
Geologický podklad je vesměs tvořen dvojslídnými svorovými rulami a svory kaplického typu moldanubika.

## Vegetace a fauna
Střídání lesních porostů s malými loučkami, políčky, mezemi a remízky v nižších partiích Polušky umožnilo reintrodukci některých ohrožených druhů živočichů. Kupříkladu tetřívek obecný obýval toto území až do změn krajiny způsobených intenzívním zemědělským hospodařením ve 2. polovině 20. století. Doložen je opětovný výskyt rysa ostrovida. K druhům, které tuto oblast patrně nikdy neopustily, patří jeřábek lesní.

## Turistika
Přes svoji malebnost a přírodní zachovalost patří Poluška ve srovnání se známějšími oblastmi jihovýchodní Šumavy (především s blízkým Lipnem) k turisticky opomíjeným lokalitám s málo vyvinutou strukturou turistických služeb. Postupně však vzrůstá zájem pěších a cykloturistů, kteří nemají vysoké nároky na poskytované služby a spokojí se např. s noclehem na rodinné farmě. Výchozími místy do oblasti Polušky jsou především obce Omlenice a Věžovatá Pláně, které spojuje červeně značená trasa míjející v nevelké vzdálenosti vrchol Polušky. Z Věžovaté Pláně do Zahrádky pak vede cyklotrasa č. 1200.